# 홍희 (연호)
홍희(洪熙, 1425년)는 명나라 인종(仁宗) 홍희제(洪熙帝)의 연호이다. 1년 가량 사용하였다.

## 개원
- 영락(永樂) 22년 8월 15일[1](율리우스력 1424년 9월 7일)에 연호를 홍희(洪熙)로 정하고, 다음 해 1월 1일[2](율리우스력 1425년 1월 20일)에 개원함.[3][4][5]

- 홍희(洪熙) 원년 6월 12일[6](율리우스력 1425년 6월 27일)에 연호를 선덕(宣德)으로 정하고, 다음 해 1월 1일[7](율리우스력 1426년 2월 8일)에 개원함.[8][9][5]

## 연대 대조표
| 홍희 | 서기(西紀) | 간지(干支) |
| 원년 | 1425년     | 을사(乙巳) |

## 동시대 연호

### 일본
- 오에이(應永) (1394년 ~ 1428년)

## 같이 보기
- 중국의 연호 목록